# Psique muestra a sus hermanas los regalos de Cupido
Psique muestra a sus hermanas los regalos de Cupido es una pintura al óleo del artista francés Jean-Honoré Fragonard, pintada en 1753, que se conserva en la National Gallery de Londres. Sus dimensiones son 168,3 x 192,4 cm.

## Historia
El cuadro fue ejecutado por Fragonard a los 21 años  cuando aún estudiaba en la Academia Real de Pintura y Escultura, dirigida por Charles-André van Loo. Los estudiantes de la academia debían preparar una obra para presentarla al rey de Francia en Versalles; el cuadro de Fragonard fue uno de los varios que se presentaron a Luis XV en 1753. Tuvo un gran éxito, pero después cayó en desgracia durante un período en el que también se atribuyó a van Loo. Entre 1752 y 1753, antes de ingresar en la academia, Fragonard estudió con François Boucher, y la influencia de su maestro se aprecia en algunos detalles.

## Descripción
La pintura ilustra la historia clásica de Cupido y Psique, narrada originalmente por Apuleyo en El asno de oro, pero Fragonard se basó más en una versión de Jean de La Fontaine, Les Amours de Psiché et Cupidon (1669). El dios Cupido visitaba a su amada Psique solo de noche y le prohibía mirarlo. La pintura muestra a Psique, reclinada a la derecha con una túnica blanca, asistida por varias ninfas y amorcillos en el palacio de Cupido, recibiendo a sus dos hermanas, a las que muestra los regalos que ha recibido de su amante. Las dos hermanas envidiosas persuadirán a Psique de que debe revelar la identidad de su amante, para romper la confianza entre ellos.
Una figura alegórica demacrada personificación de la envidia de las hermanas  (a veces identificada como Eris, la diosa de la discordia) aparece sobre ellas en una oscura nube con serpientes por cabellos y en sus manos. Se ha señalado que la figura de Psique podría haberse inspirado en la amante principal de Luis XV, Madame de Pompadour.
En su estado actual, la pintura presenta detalles faltantes, ya que fue recortada de su forma original. Se perdieron unos 26 cm en la parte superior y 35 cm en el lado izquierdo. Los detalles restantes que aún se pueden apreciar muestran diversos objetos lujosos, como jarrones dorados, un quemador de perfume, flores, joyas y el carcaj de Cupido.
La pintura está fuertemente influenciada por el diseño para tapiz de Boucher de 1737 sobre Cupido y Psique. Sin embargo, la obra de Fragonard muestra más movimiento y colores más intensos, como la túnica limón pálido en tonos ácidos que lleva una de las hermanas, lo que podría denotar sus celos hacia Psique (el color verde es tradicionalmente asociado a la envidia). Las tonalidades rosa y azul de Boucher han sido sustituidas por un dorado y naranja más característicos de Fragonard, lo que muestra el pronto desarrollo de su paleta individual. Estos colores se concentran al máximo en las flores colocadas a los pies del trono de Psique, que se ha descrito como «la zona de la pintura más claramente 'enfocada'». En contraste, las demás partes de la pintura, hacia la periferia, pierden protagonismo y utilizan tonos más oscuros, insinuando los futuros desastres en la historia de Psique y Cupido.